# August Johann Gottfried Bielenstein

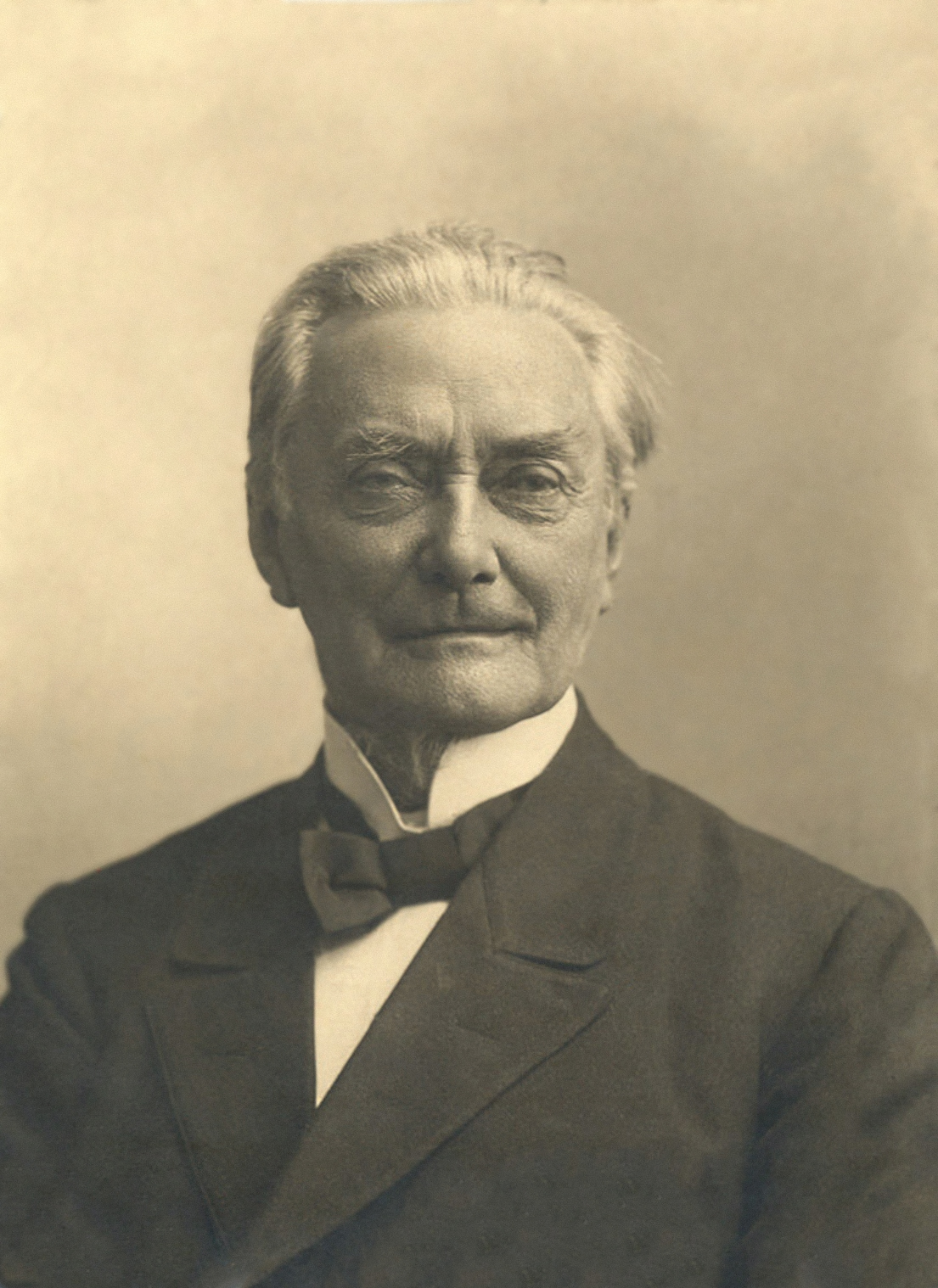

August Johann Gottfried Bielenstein, łot. Augusts Bilenšteins (ur. 4 marca 1826 w Jełgawie, zm. 6 lipca 1907 tamże) – językoznawca, folklorysta, etnolog, archeolog, pastor i teolog, pochodzący z rodziny łotewskich Niemców.

## Życiorys
Urodził się w rodzinie wiejskich nauczycieli. W latach 1846–1850 studiował teologię na Uniwersytecie w Tartu, uzyskując stopień doktora. W latach 1852–1867 pracował jako pastor i uczył w Jaunauce, a w latach 1867–1905 w Dobele. W roku 1883 uzyskał tytuł doktora honoris causa z Uniwersytetu Królewieckiego, a w 1890 został członkiem korespondentem Petersburskiej Akademii Nauk.
W latach 1864–1895 przewodniczący Towarzystwa Literatury Łotewskiej, a w 1895–1905 przewodniczący honorowy. W latach 1867–1903 wydawca i redaktor gazety „Latviešu Avīzes”, autor wielu artykułów. W 1877 wydał nową wersję Biblii po łotewsku. Na początku rewolucji w 1905 roku jego biblioteka w Dobele zostaje rozgrabiona, dlatego rezygnuje z posady nauczyciela i przenosi się do Jełgawy.

## Działalność naukowa
Zachęcał do zbioru łotewskich pieśni i zagadek ludowych. Razem z Kārlisem Lēvissem opracował mapę grodzisk liwońskich. Przy współpracy z Adalbertem Bezzenbergerem wydał jeden z pierwszych XVI-wiecznych pomników języka łotewskiego Undeutsche Psalmen (1886).

## Publikacje
- Die lettische Sprache nach ihren Lauten und Formen, 2 tomy, Dümmler, Berlin, 1863–1864.
- Lettische Grammatik, 1863.
- Lettische Wörterbuch, Ulmann, Ryga 1872.
- Die Grenzen des lettischen Volksstammes und der lettischen Sprache in der Gegenwart und im 13. Jahrhundert, Eggers, Sankt Petersburg, 1892.
- Die Holzbauten und Holzgeräte der Letten, 2 tomy, Sankt Petersburg, 1907–1918.